# АТХ-J
Код АТХ-J (англ. АТС-J) «Противомикробные препараты для системного использования» — раздел система буквенно-цифровых кодов Анатомо-терапевтическо-химической классификации, разработанных Всемирной организацией здравоохранения для классификации лекарств и других медицинских продуктов.
Коды для применения в ветеринарии (ATCvet коды) могут быть созданы путём добавления буквы Q в передней части человеческого Код ATC: QJ.
Из-за различных национальных особенностей в классификацию АТС могут включаться дополнительные коды, которые отсутствуют в этом списке, который составлен Всемирной организацией здравоохранения.
- АТХ код J01 — Антибактериальные препараты для системного назначения
- АТХ код J02 — Противогрибковые препараты для системного применения
- АТХ код J04 — Препараты, активные в отношении микобактерий
- АТХ код J05 — Противовирусные препараты для системного применения
- АТХ код J06 — Иммунные сыворотки и иммуноглобулины
- АТХ код J07 — Вакцины